# فلوریان کرینگه
فلوریان کرینگه (به آلمانی: Florian Kringe) (زاده ۱۸ آگوست ۱۹۸۲ - زیگن) بازیکن فوتبال اهل آلمان می‌باشد که عضو بروسیا دورتموند است.

## باشگاه‌ها
- کلن
- هرتابرلین
- بروسیا دورتموند

## افتخارات
- رسیدن به فینال لیگ اروپا
- قهرمانی بوندس لیگا
- رسیدن به فینال جام حذفی آلمان